# الساندرو رومیرونه
الساندرو رومیرونه (انگلیسی: Alessandro Romairone؛ زادهٔ ۵ دسامبر ۱۹۹۹) بازیکن فوتبال است.
از باشگاه‌هایی که در آن بازی کرده‌است می‌توان به باشگاه فوتبال پرو ورچلی اشاره کرد.